# Palmarès del Burnley Football Club
Il Burnley Football Club, noto semplicemente come Burnley, è una società calcistica inglese con sede nella città di Burnley, nella contea del Lancashire. Costituito nel 1882, il club fu uno dei membri fondatori della Football League nel 1888.
Il Burnley ha vinto due volte il campionato inglese (1920-1921 e 1959-1960), una volta la FA Cup (1913-1914) e due volte il Charity Shield (1960 e 1973). Insieme al Preston N.E. ed al Wolverhampton, è una delle sole tre squadre ad aver vinto almeno una volta tutte le prime quattro maggiori divisioni calcistiche professionistiche inglesi. A livello internazionale, il club ha raggiunto come suo miglior risultato i quarti di finale della Coppa dei Campioni nella stagione 1960-1961.

## Competizioni nazionali
- Campionato inglese: 2

1920-1921, 1959-1960
- Coppa d'Inghilterra: 1

1913-1914
- Charity Shield: 2

1960 (condiviso), 1973
- Campionato inglese di seconda divisione: 4

1897-1898, 1972-1973, 2015-2016, 2022-2023
- Third Division: 1

1981-1982
- Campionato inglese di quarta divisione: 1

1991-1992

## Competizioni internazionali
- Coppa anglo-scozzese: 1

1978-1979

## Competizioni giovanili
- FA Youth Cup: 1

1967-1968

## Altri piazzamenti
- Campionato inglese:

Secondo posto: 1919-1920, 1961-1962
Terzo posto: 1898-1899, 1921-1922, 1947-1948, 1962-1963, 1965-1966
- Coppa d'Inghilterra:

Finalista: 1946-1947, 1961-1962
Semifinalista: 1912-1913, 1923-1924, 1934-1935, 1960-1961, 1973-1974
- Coppa di Lega inglese:

Semifinalista: 1960-1961, 1968-1969, 1982-1983, 2008-2009
- Community Shield:

Finalista: 1921
- Campionato inglese di seconda divisione:

Secondo posto: 1912-1913, 1946-1947, 2013-2014, 2024-2025
Terzo posto: 1900-1901, 1911-1912
Vittoria play-off: 2008-2009
- Third Division:

Secondo posto: 1999-2000
Vittoria play-off: 1993-1994
- Texaco Cup:

Finalista: 1973-1974
- Football League Trophy:

Finalista: 1987-1988
Semifinalista: 1991-1992, 1997-1998